# 小日山直登
小日山 直登（こびやま なおと、1886年（明治19年）4月26日 - 1949年（昭和24年）8月28日）は、昭和期日本の実業家、政治家。南満洲鉄道総裁を務め、第二次世界大戦末期の鈴木貫太郎内閣に入閣。ポツダム宣言受諾の意思を示した。

## 来歴・人物

### 略歴
福島県出身。生家は士族出身であったが、生活は貧しく小さな水車小屋で生まれ育つ。会津中学、第二高等学校を経て、1912年（明治45年）に東京帝国大学英法科を卒業すると共に文官高等試験に合格して南満洲鉄道株式会社（満鉄）に入社する。塔連炭鉱事件（満鉄疑獄事件）に連座して一時偽証罪で起訴されるが控訴審で無罪となり、満鉄に復帰。理事を経て、1943年（昭和18年）7月、満鉄生え抜きの人材として初めて満鉄総裁となる。

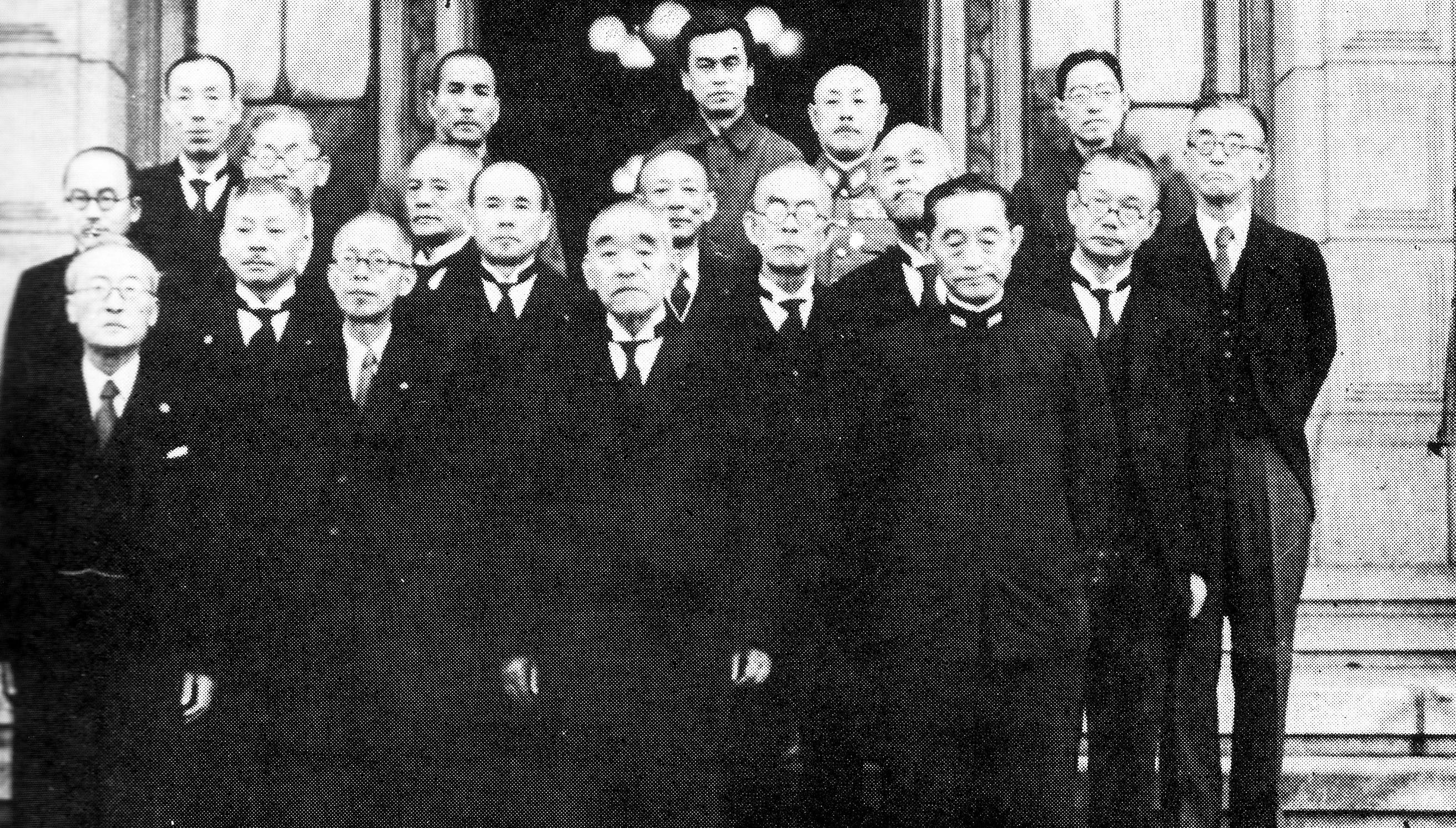
鈴木内閣（三列目右端が小日山）

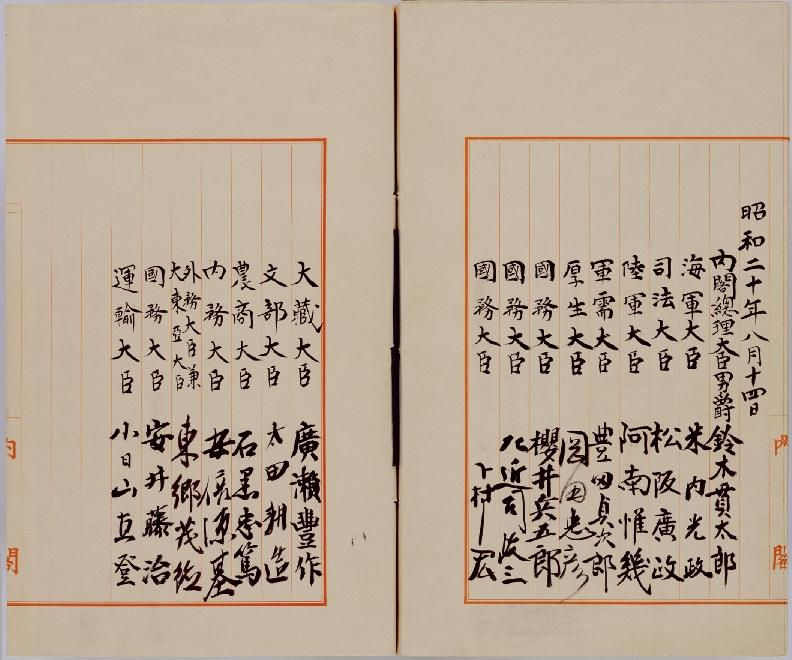
終戦詔書への連署

1945年（昭和20年）4月、鈴木貫太郎内閣の運輸通信大臣（翌月逓信院の分離に伴い運輸大臣）に就任する。
小日山は8月13日に行われた閣議で、ポツダム宣言受諾の意思を示した。終戦後に成立した東久邇宮内閣でも運輸大臣に留任し、勅選の貴族院議員・石炭庁長官を務めた。1946年（昭和21年）公職追放となる。会津会会員。

## 人物
- 友情に厚い人柄で高位高官となってからも帰省の際は旧友の家を訪ねて回った。
- 運動をよくし、中学時代は野球、柔道、ボート、マラソン、相撲等様々なスポーツの選手であり、野球部では投手であった。安積中学との対抗戦では利き腕の右手を負傷し、さらに消毒の石炭酸の濃度を誤っため火傷を負った状態で完投。44-18というスコアで勝利した。二高ではボート部に所属。
- 歌人でもあり、与謝野鉄幹・晶子らと交流があった。
- 広島市への原爆投下の2日前に出張で広島市を訪れ、大塚惟精・高野源進らと一夕を囲み宿泊。翌日には広島を発ったことですんでのところで難を逃れている[6]。
- 講和受諾については、第二総軍司令官であった畑俊六に講和に関する意見を求め「講和の意図があるのなら、速やかなほうが良い」と意見されたことから、受諾の意思表明に繋がった[7]。後に畑が戦犯指名を受け出頭するに際し、小日山は高野源進、星野喜代治らと送別の会を持った[8]。
- 妻は佐藤愛麿の娘であり、佐藤尚武とは義兄弟となる。
- 弟の小日山武夫は18代目の会津若松市長を務めた。

## 年譜
- 1905年（明治38年） - 会津中学卒業
- 1912年（明治45年）7月 - 東京帝国大学卒業
  - 11月 - 文官高等試験合格、南満洲鉄道入社
- 1918年（大正7年）6月 - 撫順炭鉱勤務
- 1919年（大正8年）3月 - 欧米出張（〜1920年1月）
- 1923年（大正12年）3月- 辞職
- 1927年（昭和2年）9月 - 南満洲鉄道理事（〜1930年5月）
  - 11月 - 国際運輸株式会社代表取締役
- 1935年（昭和10年）6月 - 北満洲金鉱会社社長（〜1937年6月）
- 1937年（昭和12年）6月 - 昭和製鋼所社長（〜1941年3月）
- 1938年（昭和13年）3月 - 満洲重工業開発会社理事（〜1941年3月）
- 1941年（昭和16年）11月 - 鉄鋼統制会理事長（〜1943年1月）
- 1943年（昭和18年）7月 - 南満洲鉄道総裁
- 1945年（昭和20年）4月 - 運輸通信大臣
  - 5月 - 運輸大臣
  - 10月 - 勅任、貴族院議員
  - 12月 - 石炭庁長官
- 1946年（昭和21年）1月 - 辞職
  - 4月 - 辞職、貴族院議員
  - 公職追放

## 栄典
外国勲章佩用允許
- 1945年（昭和20年）7月31日 - 満州国：勲二位景雲章[9]